# Mediorotatie
Mediorotatie is de beweging van de schoudergordel waarbij het schouderblad vanuit de neutrale uitgangshouding, de anatomische houding, met zijn onderste punt (angulus inferior) richting de wervelkolom draait. Dat gebeurt bijvoorbeeld door de schouders naar achteren te draaien. Het tegenovergestelde van mediorotatie is laterorotatie.